# پاسونووئوری
پاسونووئوری (انگلیسی: Paasonvuori) یک کوه در جمهوری کارلیای کشور روسیه است.